# Caruban (Ringinarum)
Caruban is een bestuurslaag in het regentschap Kendal van de provincie Midden-Java, Indonesië. Caruban telt 3966 inwoners (volkstelling 2010).